# Ramses IX
Ramses IX (... – 1107 a.C.) è stato un faraone della XX dinastia egizia.

## Biografia

Giornale dell'anno 8 del regno di Ramesse IX, tra il 1190 e il 1076 a.C. Museo Egizio, Torino.

Come per il suo predecessore, anche per Ramses IX non è chiaro quali fossero i suoi legami con la famiglia reale e quindi la sua posizione come pretendente al trono. Secondo un'ipotesi potrebbe essere stato figlio di Montuherkhepshef, figlio a sua volta di Ramses III; a detta di altri studiosi potrebbe essere stato figlio di Ramses VII, o addirittura di Ramses VIII; Secondo un'altra ipotesi si tratterebbe di un figlio di Ramses III. Nei testi conservatisi, Ramses IX onorò la memoria di Ramses VI e di Ramses VII, ma ignorò del tutto il suo diretto predecessore.
Durante i suoi 18 anni di regno la situazione interna dell'Egitto rimase precaria ed anche in Nubia si ebbero rivolte sedate solamente grazie all'intervento delle tribù dei Nehesy, da sempre alleate dell'Egitto. I testi riportano una sempre maggior presenza di genti di stirpe libica sia tra i lavoratori ma soprattutto come truppe mercenarie, non sempre affidabili. Una misura del disordine sociale può essere vista nel grave problema dei furti nelle necropoli reali, problema a cui Ramses IX cercò di porre freno e di cui ci rimane documentazione in numerosi papiri processuali. Lo stesso villaggio di Deir el-Medina, residenza del personale addetto alla manutenzione delle tombe reali, fu considerato a rischio di saccheggio ed i suoi archivi vennero infatti spostati a Medinet Habu.
Nel 10º anno di regno di Ramses IX si verificò un evento che può essere considerato il precursore dei problemi che porteranno alla dissoluzione dello stato unitario al termine del Nuovo regno: Amenhotep, primo profeta di Amon, si fece rappresentare in un rilievo con la stessa statura del sovrano, violando così la tradizionale gerarchia iconografica e sottintendendo una uguale dignità. Anche se in questo caso il potere reale fu ancora sufficiente per allontanare Amenhotep dal suo incarico, il fatto fu una conferma che il controllo di buona parte dell'Alto Egitto era nelle mani del clero tebano.
Ramses IX fu sepolto nella Valle dei Re nella tomba conosciuta come KV6 ma la sua mummia fu ritrovata nella tomba DB320 del rifugio di Deir el-Bahari.
Il 3 aprile 2021 la sua mummia è stata traslata con la Parata d'oro dei faraoni dal vecchio Museo Egizio al nuovo Museo nazionale della Civiltà egiziana.

## Titolatura
| G5 |

| G5 |

| E1 · D40 | m | N28 | R19 |

| E1 · D40 | m | N28 | R19 |

| E1 · D40 | m | N28 | R19 |

| E1 · D40 | m | N28 | R19 |

| E1 · D40 | m | N28 | R19 |

| E1 · D40 | m | N28 | R19 |

| E1 · D40 | m | N28 | R19 |

| E1 · D40 | m | N28 | R19 |

| G16 |

| G16 |

| wsr | s | r · D40 | F23 · D40 | G7 | s | n · Aa1 | N19 | N23 · N23 |

| wsr | s | r · D40 | F23 · D40 | G7 | s | n · Aa1 | N19 | N23 · N23 |

| G8 |

| G8 |

| wsr | M4 | M4 | M4 | W19 | i | A23 | G36 · r | M23 | t | i | i | Z3 |

| wsr | M4 | M4 | M4 | W19 | i | A23 | G36 · r | M23 | t | i | i | Z3 |

| D46 · r | D40 · T10 | t · Z2 | Z2 · Z2 |

| D46 · r | D40 · T10 | t · Z2 | Z2 · Z2 |

| M23 · X1 | L2 · X1 |

| M23 · X1 | L2 · X1 |

| C2 | nfr · D28 | N5 | U21 · n |

| C2 | nfr · D28 | N5 | U21 · n |

| C2 | nfr · D28 | N5 | U21 · n |

| C2 | nfr · D28 | N5 | U21 · n |

| C2 | nfr · D28 | N5 | U21 · n |

| C2 | nfr · D28 | N5 | U21 · n |

| C2 | nfr · D28 | N5 | U21 · n |

| C2 | nfr · D28 | N5 | U21 · n |

| G39 | N5 |

| G39 | N5 |

| N28 | C2 | R19 | C12 | N36 | M23 | F31 | s | r&r |

| N28 | C2 | R19 | C12 | N36 | M23 | F31 | s | r&r |

| N28 | C2 | R19 | C12 | N36 | M23 | F31 | s | r&r |

| N28 | C2 | R19 | C12 | N36 | M23 | F31 | s | r&r |

| N28 | C2 | R19 | C12 | N36 | M23 | F31 | s | r&r |

| N28 | C2 | R19 | C12 | N36 | M23 | F31 | s | r&r |

| N28 | C2 | R19 | C12 | N36 | M23 | F31 | s | r&r |

| N28 | C2 | R19 | C12 | N36 | M23 | F31 | s | r&r |

## Datazioni alternative
| Autore        | Anni di regno         |
| ------------- | --------------------- |
| Redford       | 1139 a.C. - 1120 a.C. |
| Gardiner      | 1134 a.C. - 1117 a.C. |
| Arnold        | 1131 a.C. - 1112 a.C. |
| Malek         | 1126 a.C. - 1108 a.C. |
| Krauss        | 1126 a.C. - 1108 a.C. |
| Shaw          | 1126 a.C. - 1108 a.C. |
| Dodson        | 1123 a.C. - 1104 a.C. |
| von Beckerath | 1021 a.C. - 1103 a.C. |